# Efze
Die Efze ist ein 38,2 km langer, südöstlicher und rechter Zufluss der Schwalm in Nordhessen, Deutschland. Sie ist, gemessen an Einzugsgebiet und Abflussmenge, der weitaus größte Nebenfluss der Schwalm.

## Name
Im Mittelalter wurde die Efze als Effese bezeichnet. Bei dem Namen handelt es sich um eine s-Ableitung des Hydronyms -apa.

## Verlauf
Die Efze, die zum Flusssystem und Einzugsgebiet der Weser gehört, entspringt im Knüllgebirge knapp 2 km westlich des nicht an der Efze gelegenen Schwarzenborn. Ihr Quellgebiet liegt am Wilsberg (598 m ü. NHN) und Knüllköpfchen (633,8 m). Der Ursprung des rechten Quellbachs, die gefasste Efzequelle, befindet sich auf 559 m an der Ostflanke des Wilsbergs, jener des linken Quellbachs rund 850 m nordöstlich davon auf etwa 562 m südlich des Knüllköpfchens. Wenige Hundert Meter unterhalb beider Quellen vereinen sich beide Quellbäche im Knüllteich (537,1 m), dessen Ostteil zum Baden freigegeben ist.
Vom Teich fließt die Efze südöstlich an Schwarzenborn vorbei und schwenkt noch vor dessen Stadtteil Grebenhagen, wo der Stadtgraben einmündet, in nördliche Richtung ein. Sie durchfließt die Knüllwalder Gemeindeteile Appenfeld, wo der Hergetsbach einmündet, Wallenstein, wo der Lochbach nach Durchfließen der Lochbachklamm einmündet, Völkershain, wo der Breitenbach einmündet, Reddingshausen und Remsfeld.
Nach Remsfeld schwenkt die Efze in nordwestliche Richtung und fließt durch die Homberger Stadtteile Relbehausen und Holzhausen und dann durch die südlichen Teile der Kernstadt von Homberg (Efze). Kurz danach, beim östlich passierten Homberger Stadtteil Caßdorf, wo die Efze nach Norden schwenkt, mündet der Ohebach als längster Efze-Zufluss ein. Danach tangiert der Fluss die Homberger Stadtteile Mühlhausen und Berge, wo der Klingelbach einmündet, und passiert dann das zu Wabern gehörende Hebel.
Zwischen den etwas abseits des Flusses gelegenen Waberner Ortsteilen Unshausen im Osten und Uttershausen im Westen mündet die Efze schließlich in den dort von Westsüdwesten kommenden Eder-Zufluss Schwalm.

## Renaturierung
Bis 2008 wurde oberhalb von Homberg unter dem Namen Efze Vital im Rahmen eines FFH-Projektes  im Landschaftsschutzgebiet Efzetal zwischen Holzhausen und Relbehausen eine Renaturierung durch Schaffung von Auwäldern mit Flutungsmulden sowie die Durchgängigmachung der Wehre durch Fischtreppen umgesetzt. Bis 2017 wurden im Abschnitt zwischen Caßdorf und Berge Renaturierungsmaßnahmen vorgenommen, so dass unterhalb von Remsfeld kein Wehr mehr die Efze verstellt.

## Einzugsgebiet und Zuflüsse
Das Einzugsgebiet der Efze umfasst 220,543 km², von denen der unterhalb Hombergs mündende Ohebach fast die Hälfte entwässert, während alle anderen Zuflüsse vergleichsweise klein bleiben.
Zu den Zuflüssen der Efze gehören:
| Name                               | Seite  | Länge (km) | EZG (km²) | Mündung (bei/in/nahe) | Efze-km | DGKZ      |
| ---------------------------------- | ------ | ---------- | --------- | --------------------- | ------- | --------- |
| Stadtgraben                        | links  | 4,3        | 5,578     | Grebenhagen           | 31,8    | 42888-12  |
| Hergetsbach                        | links  | 6,4        | 7,418     | Appenfeld             | 28,25   | 42888-2   |
| Ripperswasser                      | links  | 1,2        |           | Appenfeld             | 27,5    | 42888-314 |
| Bach von der Burgruine Wallenstein | rechts | 2,5        |           | Wallenstein           | 26,05   | 42888-316 |
| Lochbach (s. Lochbachklamm)        | links  | 1,5        |           | Wallenstein           | 26,0    | 42888-318 |
| Breitenbach                        | rechts | 7,1        | 13,745    | Völkershain           | 23,8    | 42888-4   |
| Bach aus dem Gernsgrund            | rechts | 1,7        |           | Remsfeld              | 19,75   | 42888-532 |
| Bach aus Schellbach                | links  | 3,0        |           | Remsfeld              | 19,7    | 42888-534 |
| Aescherbach                        | rechts | 3,0        |           | Remsfeld              | 19,35   | 42888-536 |
| Hundelwasser                       | rechts | 2,1        | 4,434     | Remsfeld              | 18,85   | 42888-6   |
| Katterbach                         | rechts | 3,0        | 5,646     | Holzhausen            | 13,8    | 42888-72  |
| Ohebach                            | links  | 21,7       | 103,427   | Caßdorf               | 9,0     | 42888-8   |
| Klingelbach                        | rechts | 4,6        | 7,083     | Berge                 | 3,95    | 42888-92  |